# Cerithiopsis charlottensis
Cerithiopsis charlottensis är en snäckart som beskrevs av Bartsch 1917. Cerithiopsis charlottensis ingår i släktet Cerithiopsis och familjen Cerithiopsidae. Inga underarter finns listade i Catalogue of Life.